# Олимпийский комитет Сан-Томе и Принсипи
Олимпийский комитет Сан-Томе и Принсипи (порт. Comité Olímpico de São Tomé e Príncipe) — организация, представляющая Сан-Томе и Принсипи в международном олимпийском движении. Основан в 1979 году, зарегистрирован в МОК в 1993 году.
Штаб-квартира расположена в Сан-Томе. Является членом Международного олимпийского комитета, Ассоциации национальных олимпийских комитетов Африки и других международных спортивных организаций. Осуществляет деятельность по развитию спорта в Сан-Томе и Принсипи.